# شب و شهر
شب و شهر (انگلیسی: Night and the City) فیلمی در ژانر درام، جنایی، و نوآر به کارگردانی ژول داسن است که در سال ۱۹۵۰ منتشر شد.

## بازیگران
- ریچارد ویدمارک
- جین تیرنی
- گوگی ویدرز
- هربرت لام
- هیو مارلو
- فرانسیس ال سالیوان
- مایک مازورکی
- چارلز فارل
- ادوارد چاپمن
- لان مک‌کالیستر
- فیلیپ رِی